# فرودگاه روسترور
فرودگاه روسترور (به انگلیسی: Rostraver Airport) یک فرودگاه همگانی بهره‌برداری هوایی است که یک باند فرود آسفالت با طول ۱۲۲۰ متر دارد. این فرودگاه در کشور ایالات متحده آمریکا قرار دارد و در ارتفاع ۳۷۴ متری از سطح دریا واقع شده است.